# Slag om Aken

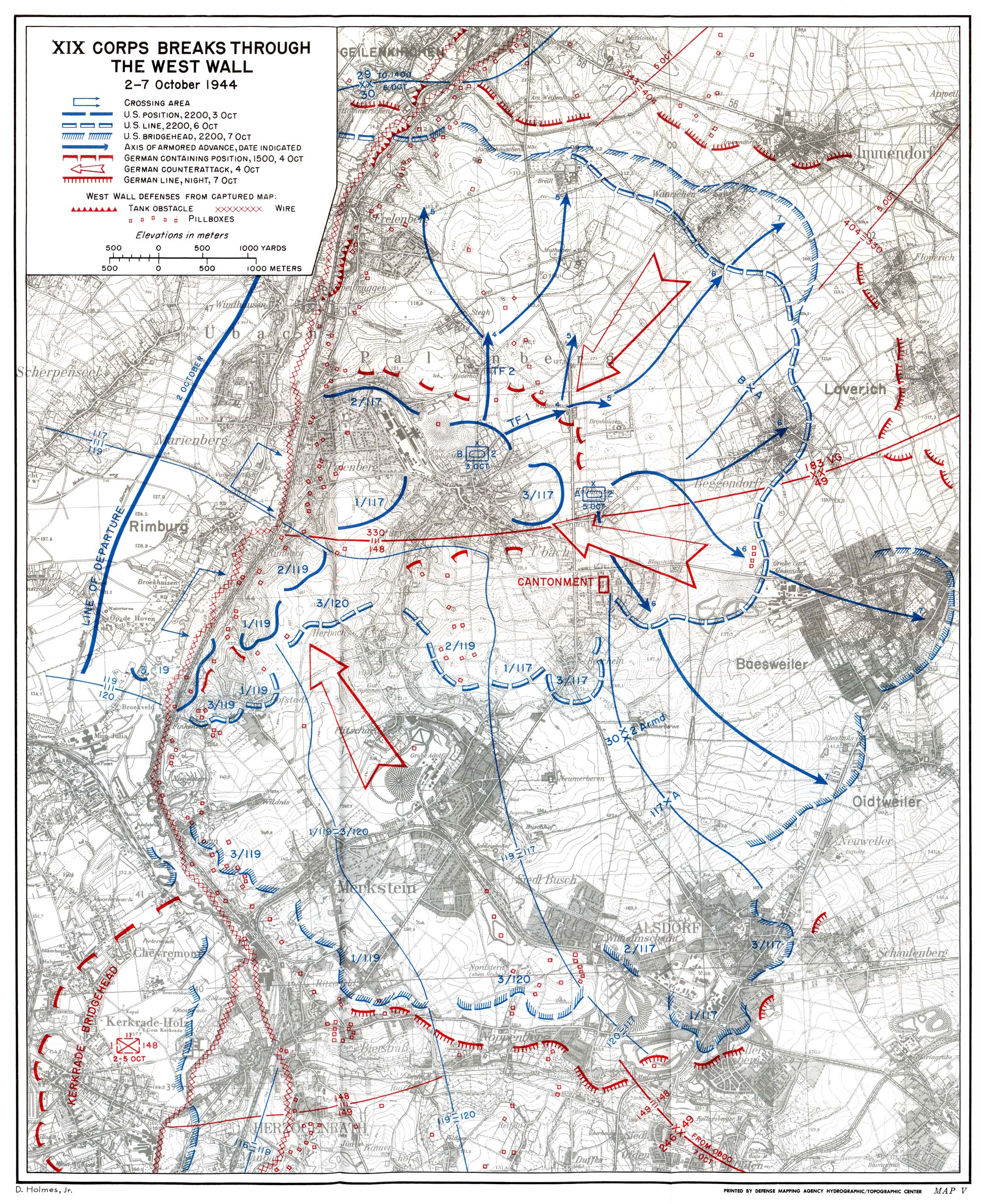
Frontverloop ten noorden van Aken 2-7 oktober 1944

De Slag om Aken was een veldslag die plaatsvond in oktober 1944 tijdens de Tweede Wereldoorlog in en rond de Duitse stad Aken. In 1939, bij de aanvang van de oorlog, telde de stad 160.000 inwoners. Veel burgers waren de naderende strijd ontvlucht en bij de aankomst van de Amerikanen woonden er nog slechts 20.000 burgers. De stad werd verdedigd door ongeveer 5000 Duitse troepen geleid door kolonel Gerhard Wilck. Deze troepen waren elementen van de 3e Pantsergrenadierdivisie en een aantal Waffen-SS Kampfgruppen.

## Wat voorafging
Na de uitbraak uit Normandië waren de Amerikanen snel opgerukt. Bij de eerste grotere Duitse stad, Aken, aangekomen, aarzelden de Amerikaanse commandanten om tot de bloedige stadsgevechten over te gaan. In plaats hiervan besloten zij om in Blitzkrieg-stijl de stad te omtrekken en het garnizoen te isoleren.
Aken is de stad van Karel de Grote en kroningstad van veel Duitse keizers. Voor Duitsland was deze daarmee geboortestad van het Heilige Roomse Rijk en tegelijk voor de nazi's van het Derde Rijk. Adolf Hitler gaf opdracht de stad ten koste van alles te houden.
Het Amerikaanse 9e Leger manoeuvreerde zich ten noorden en ten zuiden van de stad. Met het verstrijken van de tijd werd het Duitse garnizoen toch een te groot risico geacht. Men besloot tot een directe aanval.

## Aanval
De aanval begon op 2 oktober 1944. Op 11 oktober trokken Amerikaanse troepen, eenheden van de Amerikaanse 1e Infanteriedivisie, de buitenwijken in. Er volgden zware straatgevechten, waarbij de Duitsers het voordeel hadden van het terrein en een verdedigingsoorlog.
Ook probeerden de Duitsers het garnizoen in de stad te versterken. De 116e Pantserdivisie en de 3e Pantsergrenadierdivisie, 23.300 man sterk, probeerden de stad te ontzetten. Meer dan 100 van hun rupsvoertuigen werden buiten de stad door de Amerikaanse luchtmacht uitgeschakeld.
Op 18 oktober stelden de Amerikanen een ultimatum aan de Duitsers om de stad te verlaten. Het ultimatum was gericht aan zowel de Duitse militaire bevelhebber als aan de burgemeester. De Amerikanen werd te verstaan gegeven dat de Duitsers niet op het ultimatum ingingen. Uit ondervraging van krijgsgevangenen wisten de Amerikanen dat de Duitse voorraden in de stad na een maand belegering op waren. Zo dronk men regenwater omdat de watervoorziening niet meer functioneerde.
Hierop volgden bombardementen door de Amerikaanse luchtmacht (P38 gevechtsvliegtuigen en P47 bommenwerpers) en beschietingen met 155 mm geschut. Eenheden van het 26e regiment van de Amerikaanse 1e Infanteriedivisie, ondersteund door het 745e tankbataljon, trokken hierna het centrum binnen en leverden daar enkele zeer zware gevechten.
De Duitse verdediging was echter slecht georganiseerd, waardoor het aantal Amerikaanse slachtoffers relatief beperkt bleef. De strijd om Aken kostte dan ook relatief minder geallieerde levens dan de Slag om het Hürtgenwald.
Vanuit het noorden trok de Amerikaanse 30e Infanteriedivisie de stad binnen. Tegen het bevel van Hitler in capituleerde Wilck op 21 oktober en ging in gevangenschap. De Amerikanen namen zo'n 12.000 vijandelijke militairen gevangen.

## Nasleep
Na de val werd Aken de eerste stad van Duitsland met een nieuw burgerlijk gedenazificeerd bestuur. De eerste nieuwe burgemeester Franz Oppenhoff zou echter spoedig door een speciaal op hem afgestuurd Werwolf-moordcommando van de SS worden vermoord. 